# Christoph Drewitz
Christoph Drewitz (* 13. Januar 1979) ist ein deutscher Produzent, Regisseur und Übersetzer von Musicals.

## Leben
Nach seiner Schulzeit an der Lahntalschule in Lahnau und der Goetheschule Wetzlar studierte er Arts Management an der ISW Freiburg. Als Casting Director besetzte er die Berliner Premiere der Blue Man Group und war anschließend als Casting Associate für Stage Entertainment Deutschland tätig. Als künstlerischer Leiter war Drewitz für die Musicals 3 Musketiere (Stuttgart), Mamma Mia!, Ich Will Spaß (jeweils in Essen), Ich war noch niemals in New York, Sister Act, Kinky Boots und Rocky (jeweils in Hamburg) verantwortlich. Gemeinsam mit Kevin Schroeder und Marian Lux entwickelte er für die Wetzlarer Festspiele das Musical Lotte, welches für den Deutschen Musical Theater Preis 2015 in der Kategorie Bestes Musical nominiert wurde.
Seit Frühjahr 2020 ist Drewitz Mitglied des Vorstands der Deutschen Musical Akademie und Künstlerischer Leiter des Deutschen Musical Theater Preis.
Im Juli und August 2020 veranstaltete Drewitz als Reaktion auf die Absage der Wetzlarer Festspiele wegen der Corona-Pandemie unter dem Motto „Nähe auf Distanz“ das Festival „Rosengärtchen live“.
Beim Deutschen Musical Theater Preis 2021 wurde Drewitz für seine Inszenierung von The Wave am Landestheater Linz für die Beste Regie ausgezeichnet. 2022 wurde er beim Deutschen Musical Theater Preis in der Kategorie „Beste Regie“ nominiert. Die von ihm inszenierte Produktion „Ku’damm 56“ gewann in der Kategorie „Bestes Musical“.

## Regie
- Du bist in Ordnung, Charlie Brown (Neues Kellertheater Wetzlar)
- Lucky Stiff (Neues Kellertheater Wetzlar)
- Der Spitfire Grill (Neues Kellertheater Wetzlar)
- A Man of no importance (Neues Kellertheater Wetzlar)
- Die letzten 5 Jahre (Rex-Theater Wuppertal)
- Die Glorreichen (Neues Kellertheater Wetzlar)
- Pinkelstadt (Neues Kellertheater Wetzlar)
- Das Orangenmädchen (Neues Kellertheater Wetzlar)
- Die Frau in Schwarz (Neues Kellertheater Wetzlar / Wetzlarer Festspiele)
- Männersache (Neues Kellertheater Wetzlar)
- Kunst (Wetzlarer Festspiele / Neues Kellertheater Wetzlar)
- Lotte (Wetzlarer Festspiele)[1]
- Die Tagebücher von Adam und Eva (Admiralspalast Studio Berlin, Wetzlarer Festspiele)
- Helden von Morgen (Joop van den Ende Academy, Hamburg)
- Seussical (Neues Kellertheater Wetzlar)
- Rocky – Das Musical (Prag)[3]
- Fack ju Göhte – Se Musical (Theater im Werk 7, München)
- Die fabelhafte Welt der Amelié (2019 Theater im Werk 7, München)[4]
- Der Vorname (2019/2020 Wetzlarer Festspiele / Neues Kellertheater Wetzlar / Festival Rosengärtchen Live)
- Die letzten 5 Jahre (2020, Festival Rosengärtchen Live / Festspielhaus Füssen)
- Flashdance – Das Musical (2021/22, DACH Tour)
- Ku’damm 56 – Das Musical (2021, Theater des Westens Berlin)
- Bibi & Tina – Die verhexte Hitparade (2022, Deutschlandtournee)
- Drosselbart! (2022, Brüder Grimm Festspiele Hanau)
- Fack Ju Göhte (2022/23, DACH Tour)

## Übersetzungen
- A Man of No Importance
- The Spitfire Grill
- The Adventures of Tom Sawyer
- Seussical
- I Love You Because